# Real Madrid Club de Fútbol 2010-2011
Questa pagina raccoglie i dati riguardanti il Real Madrid Club de Fútbol nelle competizioni ufficiali della stagione 2010-2011.

## Stagione

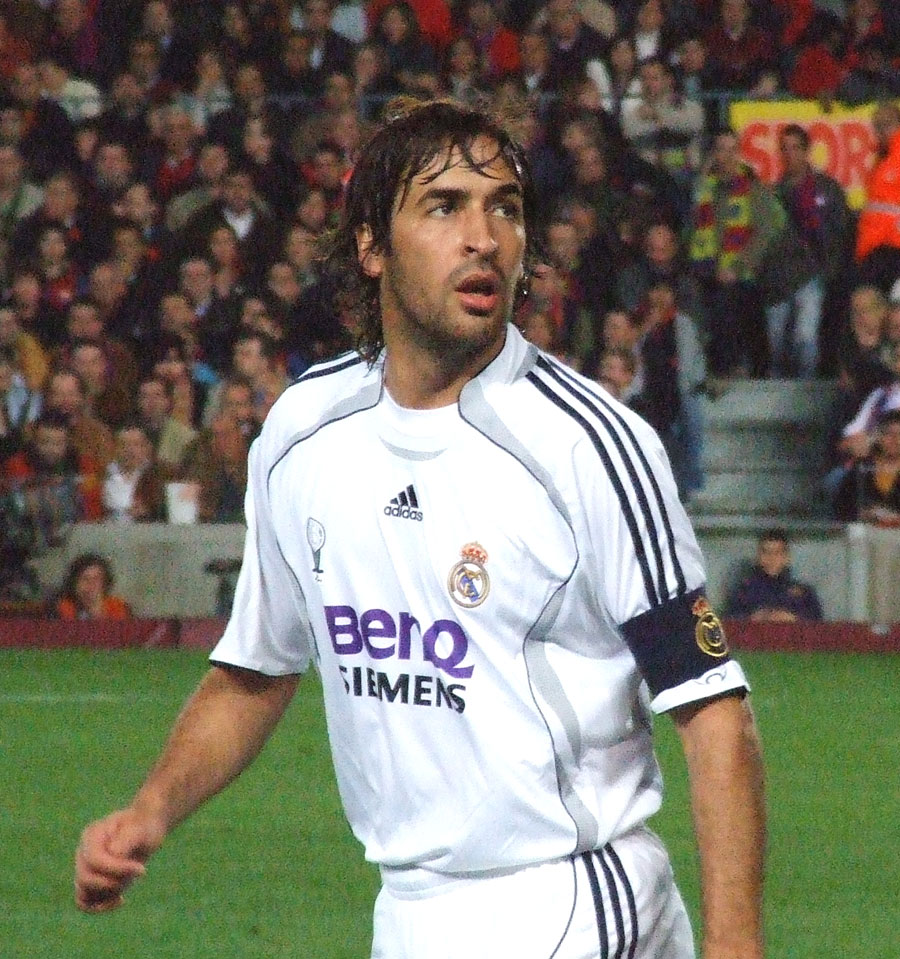
Raúl lasciò il Real Madrid dopo diciotto stagioni.

Nel 2011, José Mourinho riporta il Real Madrid tra le prime quattro squadre in Europa raggiungendo la semifinale di Champions League in cui è eliminato dai rivali del Barcellona: l'ultima partecipazione alle semifinali risaliva al 2003, quando fu la Juventus a estromettere la squadra iberica.
Il club madrileno si aggiudica comunque la Copa del Rey, trionfando proprio contro i blaugrana con una rete di Cristiano Ronaldo, mentre in campionato termina al secondo posto.

## Maglie e sponsor
Lo sponsor tecnico per la stagione 2010-2011 è Adidas, mentre lo sponsor ufficiale è Bwin.
| Casa | Trasferta | Terza divisa |

## Organigramma societario
Area direttiva
- Presidente: Florentino Perez
- Presidente onorario: Alfredo di Stéfano
- Vicepresidenti: Fernando Fernández Tapia, Eduardo Fernández de Blas
- Direttore generale: José Angel Sanchez
- Consigliere del presidente per la prima squadra: Zinedine Zidane
- Direttore dell'area sociale: José Luis Sánchez

- Direttore della commissione di consulenza legale: Javier López Farre

Area organizzativa
- Segretario: Enrique Sánchez González
- Team Manager: Chendo

Area comunicazione
- Direttore delle relazioni istituzionali: Emilio Butragueño

Area tecnica
- Direttore sportivo della sezione calcistica: Miguel Pardeza
- Allenatore: José Mourinho
- Allenatore in seconda: Aitor Karanka
- Allenatore dei portieri: Silvino Louro
- Assistente tecnico: Rui Faria
- Preparatore atletico: José Morais

## Rosa
Aggiornata al 25 aprile 2011
| N. |                       | Ruolo | Calciatore               |
| -- | --------------------- | ----- | ------------------------ |
| 1  | Spagna (bandiera)     | P     | Iker Casillas (capitano) |
| 2  | Portogallo (bandiera) | D     | Ricardo Carvalho         |
| 3  | Portogallo (bandiera) | D     | Pepe                     |
| 4  | Spagna (bandiera)     | D     | Sergio Ramos (vice c.)   |
| 5  | Argentina (bandiera)  | C     | Fernando Gago            |
| 6  | Mali (bandiera)       | C     | Mahamadou Diarra         |
| 6  | Togo (bandiera)       | A     | Emmanuel Adebayor        |
| 7  | Portogallo (bandiera) | A     | Cristiano Ronaldo        |
| 8  | Brasile (bandiera)    | C     | Kaká                     |
| 9  | Francia (bandiera)    | A     | Karim Benzema            |
| 10 | Francia (bandiera)    | C     | Lassana Diarra           |
| 11 | Spagna (bandiera)     | C     | Esteban Granero          |
| 12 | Brasile (bandiera)    | D     | Marcelo                  |

| N. |                      | Ruolo | Calciatore      |
| -- | -------------------- | ----- | --------------- |
| 13 | Spagna (bandiera)    | P     | Adán            |
| 14 | Spagna (bandiera)    | C     | Xabi Alonso     |
| 15 | Spagna (bandiera)    | D     | David Mateos    |
| 16 | Spagna (bandiera)    | C     | Sergio Canales  |
| 17 | Spagna (bandiera)    | D     | Álvaro Arbeloa  |
| 18 | Spagna (bandiera)    | D     | Raúl Albiol     |
| 19 | Argentina (bandiera) | D     | Ezequiel Garay  |
| 20 | Argentina (bandiera) | A     | Gonzalo Higuaín |
| 21 | Spagna (bandiera)    | C     | Pedro León      |
| 22 | Argentina (bandiera) | C     | Ángel Di María  |
| 23 | Germania (bandiera)  | C     | Mesut Özil      |
| 24 | Germania (bandiera)  | C     | Sami Khedira    |
| 25 | Polonia (bandiera)   | P     | Jerzy Dudek     |

## Calciomercato

### Sessione estiva(dall'1/7 al 31/8)
| Acquisti | Acquisti         | Acquisti         | Acquisti               |
| R.       | Nome             | da               | Modalità               |
| -------- | ---------------- | ---------------- | ---------------------- |
| D        | Ricardo Carvalho | Chelsea          | definitivo (8 mln €)   |
| C        | Sami Khedira     | Stoccarda        | definitivo (14 mln €)  |
| C        | Sergio Canales   | Racing Santander | definitivo (4,5 mln €) |
| C        | Mesut Özil       | Werder Brema     | definitivo (18 mln €)  |
| C        | Pedro León       | Getafe           | definitivo (10 mln €)  |
| C        | Ángel Di María   | Benfica          | definitivo (25 mln €)  |

| Cessioni | Cessioni             | Cessioni  | Cessioni                 |
| R.       | Nome                 | a         | Modalità                 |
| -------- | -------------------- | --------- | ------------------------ |
| D        | Christoph Metzelder  |           | svincolato               |
| D        | Royston Drenthe      | Hércules  | prestito                 |
| C        | Guti                 |           | rescissione contrattuale |
| C        | Rafael van der Vaart | Tottenham | definitivo (11 mln €)    |
| A        | Raúl                 |           | rescissione contrattuale |

### Sessione invernale(dall'1/1 al 31/1)
| Acquisti | Acquisti          | Acquisti        | Acquisti           |
| R.       | Nome              | da              | Modalità           |
| -------- | ----------------- | --------------- | ------------------ |
| A        | Emmanuel Adebayor | Manchester City | prestito (4 mln €) |

| Cessioni | Cessioni         | Cessioni  | Cessioni            |
| R.       | Nome             | a         | Modalità            |
| -------- | ---------------- | --------- | ------------------- |
| C        | Mahamadou Diarra | Monaco    | svincolato          |
| D        | David Mateos     | AEK Atene | prestito (gratuito) |

## Risultati

### Liga

#### Girone di andata
| Palma di Maiorca 29 agosto 2010, ore 21:00 CEST 1ª giornata | Maiorca                  | 0 – 0 referto | Real Madrid | Iberostar Estadi (22.667 spett.)\| Arbitro: \| David Fernández Borbalán \| |
| Arbitro:                                                    | David Fernández Borbalán |               |             |                                                                            |

| Arbitro: | Fernando Teixeira Vitienes |

|                 |           |  |
| R. Carvalho 48’ | Marcatori |  |

| Arbitro: | Antonio Miguel Mateu Lahoz |

|            |           |                       |
| Tamudo 62’ | Marcatori | 51’ Di María 74’ Pepe |

| Arbitro: | Carlos Clos Gómez |

|                                               |           |  |
| C. Ronaldo 28’ (rig.) Higuaín 79’ Benzema 87’ | Marcatori |  |

| Valencia 25 settembre 2010, ore 20:00 CEST 5ª giornata | Levante                 | 0 – 0 referto | Real Madrid | Stadio Ciutat de Valencia (18.326 spett.)\| Arbitro: \| Carlos Delgado Ferreiro \| |
| Arbitro:                                               | Carlos Delgado Ferreiro |               |             |                                                                                    |

| Arbitro: | Eduardo Iturralde González |

|                                                                           |           |                    |
| C. Ronaldo 4’, 89’ Özil 24’ Di María 34’ Higuaín 53’ Zé Castro 60’ (aut.) | Marcatori | 78’ Juan Rodríguez |

| Arbitro: | Alberto Undiano Mallenco |

|                |           |                                             |
| Stadsgaard 57’ | Marcatori | 30’, 67’ Higuaín 45’, 52’ (rig.) C. Ronaldo |

| Arbitro: | César Muñiz Fernández |

|                                                           |           |               |
| Higuaín 10’ C. Ronaldo 15’, 27’, 47’, 55’ (rig.) Özil 63’ | Marcatori | 73’ Rosenberg |

| Arbitro: | Carlos Clos Gómez |

|              |           |                                  |
| Trezeguet 3’ | Marcatori | 52’ Di María 81’, 85’ C. Ronaldo |

| Arbitro: | Antonio Miguel Mateu Lahoz |

|                          |           |  |
| R. Carvalho 14’ Özil 19’ | Marcatori |  |

| Arbitro: | Javier Turienzo Álvarez |

|  |           |             |
|  | Marcatori | 82’ Higuaín |

| Arbitro: | Alberto Undiano Mallenco |

|                                                                       |           |              |
| Higuaín 19’ C. Ronaldo 30’, 62’, 90+2’ (rig.) Sergio Ramos 57’ (rig.) | Marcatori | 40’ Llorente |

| Arbitro: | Eduardo Iturralde González |

|                                                 |           |  |
| Xavi 10’ Pedro 18’ Villa 55’, 58’ Jeffrén 90+1’ | Marcatori |  |

| Arbitro: | Miguel Ángel Pérez Lasa |

|                     |           |  |
| C. Ronaldo 73’, 86’ | Marcatori |  |

| Arbitro: | Rafael Ramírez Domínguez |

|                 |           |                                      |
| Gabi 54’ (rig.) | Marcatori | 15’ Özil 44’ C. Ronaldo 47’ Di María |

| Arbitro: | Carlos Clos Gómez |

|              |           |  |
| Di María 77’ | Marcatori |  |

| Arbitro: | Alberto Undiano Mallenco |

|                      |           |                                     |
| Parejo 29’ Albín 86’ | Marcatori | 11’ (rig.), 57’ C. Ronaldo 19’ Özil |

| Arbitro: | David Fernández Borbalán |

|                                    |           |                   |
| C. Ronaldo 9’, 45+1’, 79’ Kaká 82’ | Marcatori | 7’ Cani 18’ Ruben |

| Arbitro: | Miguel Ángel Pérez Lasa |

|           |           |             |
| Ulloa 60’ | Marcatori | 77’ Granero |

#### Girone di ritorno
| Arbitro: | Eduardo Iturralde González |

|             |           |  |
| Benzema 61’ | Marcatori |  |

| Arbitro: | César Muñiz Fernández |

|             |           |  |
| Camuñas 62’ | Marcatori |  |

| Arbitro: | Rafael Ramírez Domínguez |

|                                          |           |                    |
| Kaká 8’ C. Ronaldo 21’, 42’ Adebayor 89’ | Marcatori | 72’ (aut.) Arbeloa |

| Arbitro: | Antonio Miguel Mateu Lahoz |

|  |           |             |
|  | Marcatori | 24’ Marcelo |

| Arbitro: | Fernando Teixeira Vitienes |

|                            |           |  |
| Benzema 7’ R. Carvalho 41’ | Marcatori |  |

| La Coruña 26 febbraio 2011, ore 22:00 CET | Deportivo La Coruña      | 0 – 0 referto | Real Madrid | Stadio Riazor (36.400 spett.)\| Arbitro: \| David Fernández Borbalán \| |
| Arbitro:                                  | David Fernández Borbalán |               |             |                                                                         |

| Arbitro: | Miguel Ángel Pérez Lasa |

|                                                                    |           |  |
| Benzema 27’, 62’ di María 36’ Marcelo 45’ C. Ronaldo 51’, 68’, 77’ | Marcatori |  |

| Arbitro: | Rafael Ramírez Domínguez |

|                 |           |                               |
| Bakırcıoğlu 70’ | Marcatori | 23’ Adebayor 23’, 75’ Benzema |

| Arbitro: | Carlos Delgado Ferreiro |

|                  |           |  |
| Benzema 24’, 56’ | Marcatori |  |

| Arbitro: | Fernando Teixeira Vitienes |

|            |           |                      |
| Agüero 86’ | Marcatori | 11’ Benzema 32’ Özil |

| Arbitro: | José Luis González González |

|  |           |                   |
|  | Marcatori | 79’ de las Cuevas |

| Arbitro: | Carlos Clos Gómez |

|  |           |                                            |
|  | Marcatori | 14’ (rig.), 54’ (rig.) Kaká 70’ C. Ronaldo |

| Arbitro: | César Muñiz Fernández |

|                       |           |                  |
| C. Ronaldo 82’ (rig.) | Marcatori | 53’ (rig.) Messi |

| Arbitro: | Miguel Ángel Pérez Lasa |

|                                |           |                                                 |
| Soldado 60’ Jonas 80’ Alba 85’ | Marcatori | 23’ Benzema 31’, 42’, 53’ Higuaín 39’, 62’ Kaká |

| Arbitro: | Miguel Ángel Ayza Gámez |

|                       |           |                                 |
| Ramos 62’ Benzema 85’ | Marcatori | 41’, 78’ Lafita 55’ (rig.) Gabi |

| Arbitro: | Antonio Miguel Mateu Lahoz |

|                  |           |                                                  |
| Negredo 61’, 84’ | Marcatori | 21’ Ramos 31’, 65’, 70’, 75’ C. Ronaldo 42’ Kaká |

| Arbitro: | Rafael Ramírez Domínguez |

|                                               |           |  |
| C. Ronaldo 24’, 58’, 90+2’ (rig.) Benzema 77’ | Marcatori |  |

| Arbitro: | Alberto Undiano Mallenco |

|          |           |                                   |
| Cani 51’ | Marcatori | 17’ Marcelo 22’, 90+3’ C. Ronaldo |

| Arbitro: | Ignacio Iglesias Villanueva |

|                                                                       |           |          |
| C. Ronaldo 4’, 77’ Adebayor 31’, 52’, 73’ Benzema 48’, 63’ Joselu 87’ | Marcatori | 33’ Uche |

### Champions League

#### Fase a gironi
| Arbitro: | Damir Skomina |

|                              |           |  |
| Anita 31’ (aut.) Higuaín 73’ | Marcatori |  |

| Arbitro: | Claus Bo Larsen |

|  |           |              |
|  | Marcatori | 81’ Di María |

| Arbitro: | Pedro Proença |

|                         |           |  |
| C. Ronaldo 13’ Özil 14’ | Marcatori |  |

| Arbitro: | Howard Webb |

|                  |           |                              |
| Inzaghi 67’, 78’ | Marcatori | 45’ Higuaín 90+4’ Pedro León |

| Arbitro: | Craig Thomson |

|  |           |                                                    |
|  | Marcatori | 36’ Benzema 44’ Arbeloa 70’, 81’ (rig.) C. Ronaldo |

| Arbitro: | Serge Gumienny |

|                                      |           |  |
| Benzema 12’, 72’, 88’ C. Ronaldo 49’ | Marcatori |  |

#### Ottavi di finale
| Arbitro: | Wolfgang Stark |

|           |           |             |
| Gomis 83’ | Marcatori | 65’ Benzema |

| Arbitro: | Damir Skomina |

|                                      |           |  |
| Marcelo 37’ Benzema 66’ Di María 76’ | Marcatori |  |

#### Quarti di finale
| Arbitro: | Felix Brych |

|                                              |           |  |
| Adebayor 4’, 57’ di María 72’ C. Ronaldo 87’ | Marcatori |  |

| Arbitro: | Nicola Rizzoli |

|  |           |                |
|  | Marcatori | 50’ C. Ronaldo |

#### Semifinali
| Arbitro: | Wolfgang Stark |

|  |           |                |
|  | Marcatori | 76’, 87’ Messi |

| Arbitro: | De Bleeckere |

|           |           |             |
| Pedro 54’ | Marcatori | 64’ Marcelo |

### Coppa del Re

#### Sedicesimi di finale
| Murcia 26 ottobre 2010, ore 20:00 CEST Andata | Real Murcia             | 0 – 0 referto | Real Madrid | Stadio Nueva Condomina (20.674 spett.)\| Arbitro: \| Miguel Ángel Ayza Gámez \| |
| Arbitro:                                      | Miguel Ángel Ayza Gámez |               |             |                                                                                 |

| Arbitro: | José Luis Paradas Romero |

|                                                                          |           |                  |
| Granero 4’ Higuaín 44’ C. Ronaldo 74’ Benzema 84’ (rig.) Xabi Alonso 89’ | Marcatori | 82’ (rig.) Pedro |

#### Ottavi di finale
| Arbitro: | Javier Turienzo Álvarez |

|                                                                       |           |  |
| Benzema 6’, 32’, 69’ Özil 10’ C. Ronaldo 45’, 72’, 74’ Pedro León 89’ | Marcatori |  |

| Arbitro: | Xavier Estrada Fernández |

|                             |           |  |
| Xisco 62’ (rig.) Sergio 86’ | Marcatori |  |

#### Quarti di finale
| Arbitro: | Antonio Miguel Mateu Lahoz |

|                                          |           |           |
| Sergio Ramos 14’ C. Ronaldo 61’ Özil 90’ | Marcatori | 7’ Forlán |

| Arbitro: | Javier Turienzo Álvarez |

|  |           |                |
|  | Marcatori | 23’ C. Ronaldo |

#### Semifinali
| Arbitro: | Alberto Undiano Mallenco |

|  |           |             |
|  | Marcatori | 17’ Benzema |

| Arbitro: | Fernando Teixeira Vitienes |

|                         |           |  |
| Özil 82’ Adebayor 90+4’ | Marcatori |  |

#### Finale
| Arbitro: | Alberto Undiano Mallenco |

|  |           |                 |
|  | Marcatori | 103’ C. Ronaldo |

## Statistiche

### Statistiche di squadra
| Competizione          | Punti | In casa | In casa | In casa | In casa | In casa | In casa | In trasferta | In trasferta | In trasferta | In trasferta | In trasferta | In trasferta | Totale | Totale | Totale | Totale | Totale | Totale | DR   |
| Competizione          | Punti | G       | V       | N       | P       | Gf      | Gs      | G            | V            | N            | P            | Gf           | Gs           | G      | V      | N      | P      | Gf     | Gs     | DR   |
| --------------------- | ----- | ------- | ------- | ------- | ------- | ------- | ------- | ------------ | ------------ | ------------ | ------------ | ------------ | ------------ | ------ | ------ | ------ | ------ | ------ | ------ | ---- |
| Primera División      | 92    | 19      | 16      | 1       | 2       | 61      | 12      | 19           | 13           | 4            | 2            | 41           | 21           | 38     | 29     | 5      | 4      | 102    | 33     | +69  |
| Coppa del Re          | -     | 4       | 4       | 0       | 0       | 18      | 2       | 4            | 2            | 1            | 1            | 2            | 2            | 9      | 7      | 1      | 1      | 21     | 4      | +17  |
| UEFA Champions League | 16    | 6       | 5       | 0       | 1       | 15      | 2       | 6            | 3            | 3            | 0            | 10           | 4            | 12     | 8      | 3      | 1      | 25     | 6      | +4   |
| Totale                | -     | 29      | 25      | 1       | 3       | 94      | 16      | 29           | 18           | 8            | 3            | 53           | 27           | 59     | 44     | 9      | 6      | 148    | 43     | +105 |